# Enispa lycaugesia
Enispa lycaugesia là một loài bướm đêm trong họ Noctuidae.